# Anthophorula macrodonta
Anthophorula macrodonta är en biart som beskrevs av González-vaquero och Roig-alsina 2005. Anthophorula macrodonta ingår i släktet Anthophorula och familjen långtungebin. Inga underarter finns listade i Catalogue of Life.